# Otto Kurz
Otto Kurz (26 mai 1908 à Vienne - 3 septembre 1975 à Londres) est historien et professeur à la chaire Slade pour l'enseignement des beaux-arts à l'Université d'Oxford. 

## Biographie
Kurz est le fils du médecin Maximilian Kurz (1871-1941) et d'Anna Mandel (Kurz) (1884-1941). Il intègre le humanistiches Gymnasium à Vienne avant d'intégrer l'université de Vienne en 1927, pour y étudier l'histoire de l'art. Là il suit les cours de Josef Strzygowski et Hans Tietze (en). Il fait sa thèse en 1931 sous la direction de Julius von Schlosser, son sujet porte sur les œuvres de jeunesse de Guido Reni. Pendant deux ans il enseigne la conservation à l'Institut für Österreichische Geschichtsforschung (de), une institution crée sur le modèle de l'École nationale des chartes. Il est également bénévole à la principale bibliothèque d'histoire de l'art de Vienne dans le Musée des arts appliqués. Kurz aide alors Ernst Kris, conservateur au Kunsthistorisches Museum, au sujet des mythes qui entourent les artistes. De cette collaboration nait La légende de l'artiste en 1933.  

### Fuir le nazisme
La montée du nazisme rend la vie de Kurz difficile puisqu'il est juif. Il s'est même fait matraquer dans la bibliothèque universitaire. Schlosser et Kris aident alors Kurz à trouver un travail dans un milieu protégé, dans la bibliothèque privée Warbur à Hambourg, sous la direction de Fritz Saxl. Lorsque Saxl déménage l'intégralité de la bibliothèque à Londres en 1933, Kurz est invité à émigrer avec le reste de la bibliothèque, ce qui lui permet de fuir le nazisme,,. Hilde Schüller, une étudiante de Schlosser, accompagne Kurz à Londres et les deux se marient en 1937. 

### La reconnaissance
À Londres, son intérêt pour Guido Reni attire l'attention de l'historien de l'art Denis Mahon, l'un des rares historiens de l'art anglais s'intéressant au baroque italien. Kurz devient l'assistant de Mahon pour la traduction de l'italien et Mahon emmène Kurz avec lui voir l'art baroque en Union Soviétique. Grâce à Mahon, Kurz vit enfin de son travail, ce qui lui permet de s'établir en Angleterre. En 1939 Saxl obtient une bourse pour Kurz et Gombrich grâce à Sir Percival David (en). 
En 1944, Kurz obtient une position stable d'assistant libraire à l'Institut Warburg,. Il devient bibliothécaire en 1949 et occupe cette fonction jusqu'en 1965,. Toute sa vie il a rendu hommage à son mentor Schlosser. Il a mis à jour et traduit les écrits sur l'art de Schlosser en Italian en 1964 et a publié un mémoire personnel en 1955. 
De 1965 à 1975, il est professeur à l'Université de Londres. Il est professeur Slade de beaux-arts à l'Université d'Oxford de 1971 à 1972. 

## Honneurs
- Il est professeur invité, Université hébraïque, Jérusalem, 1964 et 1973
- Il est élu membre de la British Academy, 1962.
- Membre honoraire: Associazione Francesco Francia, Bologne ; Raccolta Vinciana, Milan ; Accademia Clementina, Bologne.

## Œuvres
La légende de l'artiste : un essai historique  (trad. de l'allemand), Paris, Allia, 2010, 160 p. (ISBN 978-2-84485-341-7)